# Kazakhstan aux Jeux olympiques d'hiver de 2002
Le Kazakhstan a participé aux Jeux olympiques d'hiver de 2002 à Salt Lake City, aux États-Unis. 

## Ski alpin
Hommes
| Athlète        | Événement    | Course 1 | Course 2 | Total   | Total      |
| Athlète        | Événement    | Temps    | Temps    | Temps   | Classement |
| -------------- | ------------ | -------- | -------- | ------- | ---------- |
| Danil Anisimov | Grand Slalom | 1:21.40  | 1:19.21  | 2:40.61 | 53         |
| Danil Anisimov | Slalom       | DNF      | –        | DNF     | –          |

Femmes
| Athlète            | Événement    | Race 1  | Race 2  | Total   | Total      |
| Athlète            | Événement    | Temps   | Temps   | Temps   | Classement |
| ------------------ | ------------ | ------- | ------- | ------- | ---------- |
| Olesya persidskaya | Grand Slalom | DNF     | –       | DNF     | –          |
| Olesya Persidskaya | Slalom       | 1:03.98 | 1:05.99 | 2:09.97 | 34         |

## Biathlon
Hommes
| Évènement    | Athlète       | Misses 1 | Temps   | Rang |
| ------------ | ------------- | -------- | ------- | ---- |
| 10 km sprint | Dmitry Pantov | 5        | 29:46.3 | 79   |

| Évènement | Athlète       | Temps   | Manqués | Temps ajusté 3 | Rang |
| --------- | ------------- | ------- | ------- | -------------- | ---- |
| 20 km     | Dmitry Pantov | 54:32.8 | 3       | 57:32.8        | 49   |

Femmes
| Évènement       | Athlète      | Manqués 1 | Temps   | Rang |
| --------------- | ------------ | --------- | ------- | ---- |
| 7.5 km sprint   | Yelena Dubok | 1         | 24:50.1 | 62   |
| 10 km pursuit 4 | Yelena Dubok | 2         | 34:41.5 | 30   |

| Évènement | Athlète      | Temps   | Manqués | Temps ajusté 3 | Rang |
| --------- | ------------ | ------- | ------- | -------------- | ---- |
| 15 km     | Yelena Dubok | 52:32.5 | 5       | 57:32.5        | 60   |

1 Une boucle de pénalité de 150 mètres devait être skiée par cible manquée .
3 Une minute d'ajoutée par cible manquée.
4 Retard de départ basé sur les résultats du sprint de 7,5 km .